# 台湾・インターシティフットボールリーグ
台湾・インターシティフットボールリーグ（繁体字中国語: 全國城市足球聯賽, 英語: Taiwan City League）は、中華民国における国内最高峰のサッカーリーグ。2007年から2016年まで開催され、台湾都市対抗フットボールリーグとも訳される。2017年シーズンから台湾社会人甲級サッカーリーグがトップリーグとして開催される。

## 概略
台湾では、1982年に中華民国サッカー協会によって設立された、エンタープライズフットボールリーグが国内最高峰のリーグとして存在していたが、2007年にそれとは別に同じく中華民国サッカー協会によって地域を重視したインターシティフットボールリーグが設立された。だがエンタープライズフットボールリーグはリーグの衰退(参加チーム数の減少など)や、将来完全プロ化リーグ設立を目指した改革のため2009年に解散、インターシティフットボールリーグへ吸収される形となった。2010年8月にはMediaTek(繁体字中国語: 聯発科技股份有限公司)がリーグスポンサーとなり、リーグ名称も聯発科技城市足球リーグと変更された。
優勝チームにはAFCチャレンジリーグへの出場権が与えられた。

## レギュレーション
インターシティフットボールリーグの発展を目指し2009年に企業サッカーリーグが廃止となったが、昇格制度含む2部制とホームタウン主義の維持は1シーズンのみとなり、2010年シーズンからは地方代表と大学、社会人チームの混在する状態になっている。
参加チームは必ず所在都市又は県名を冠したチーム名とし、中学生以下の参加は認められない。出場選手の3分の2以上が必ずチーム名にある都市に戸籍を有してから一ヶ月以上経過している事が求められる。リーグは昇格制度のあるA級、B級の2リーグで、A級の最下位はB級に自動降格となり、替わってB級1位が自動昇格となる。A級6位とB級2位はホームアンドアウェイ方式で入れ替え戦を行い、勝利したチームが翌年のA級リーグの参加資格を獲得する。
リーグは6月と7月に開催される第一循環（第一ステージ）と9月から11月にかけて開催される第二循環（第二ステージ）に分かれており、両方のステージの成績を集計し最上位のチームが優勝となる。また、リーグは集中開催方式で開催される。2013年の会場は台南市立足球場、台北陸上競技場、台北百齢球場の3会場となっている。

## 2017シーズン所属クラブ
| クラブ名 | 英名                  |
| -------- | --------------------- |
| 輔大航源 | Fu Jen FC             |
| 銘伝大学 | Ming Chuan University |
| 国家儲訓 | NSTC                  |
| 皇家蔚藍 | Royal Blues           |
| 台南市   | Tainan City FC        |
| 高市台電 | Taipower              |
| 北市大同 | Tatung                |
| 台湾体大 | TSU                   |

### 過去の参加クラブ
- 嘉県名都 (2007)
- 北県三重 (2009)
- 北県明星 (2009)
- 台南県 (2007、2009)
- 東県国源 (2009)
- 苗栗県 (2009)
- 台北県 (2007、2010)
- 宜蘭県 (2007-2010)
- 北体 (北体鴻鑫、北体Asics) (2010-2011)
- 花蓮兆田 (2011)

## 歴代優勝クラブ
| 年度    | 優勝クラブ       |
| ------- | ---------------- |
| 2007    | 大同足球隊       |
| 2008    | 台湾電力足球隊   |
| 2009    | 国立台湾体育大学 |
| 2010    | 台湾電力足球隊   |
| 2011    | 台湾電力足球隊   |
| 2012    | 台湾電力足球隊   |
| 2013    | 大同足球隊       |
| 2014    | 台湾電力足球隊   |
| 2015-16 | 台湾電力足球隊   |